# Campeonato salvadoreño 1951-52
El Campeonato salvadoreño de fútbol 1951-52 fue el tercer torneo de la Primera División de El Salvador de fútbol profesional salvadoreño en la historia.
El FAS fue el campeón del fútbol salvadoreño. El FAS también hizo historia al ser el primer club en ser campeón del departamento de Santa Ana.

## Formato
El formato del torneo era de todos contra todos a dos vueltas (aunque no se jugaron todos los partidos, debido a que eran irrelevantes para el destino del campeonato).
Los puntos obtenidos por cada enfrentamiento fueron los siguientes:
- 2 puntos por victoria
- 1 punto por empate
- 0 puntos por derrota

El equipo con más puntos acumulados en la tabla, sería el campeón.

## Ascensos y descensos
| Pos | Descendidos de la Primera División |
| --- | ---------------------------------- |
| 5º  | Ferrocarril                        |
| 9º  | Olímpico Litoral                   |
| 10º | Alacranes                          |

| Ascendidos |
| ---------- |
| Leones     |

## Equipos participantes
| Equipo            | Municipio    | Departamento |
| ----------------- | ------------ | ------------ |
| Atlético Marte    | San Salvador | San Salvador |
| Dragón            | San Miguel   | San Miguel   |
| FAS               | Santa Ana    | Santa Ana    |
| Independiente     | San Vicente  | San Vicente  |
| Juventud Olímpica | Acajutla     | Sonsonate    |
| Leones            | Sonsonate    | Sonsonate    |
| Luis Ángel Firpo  | Usulután     | Usulután     |
| Santa Anita       | Santa Ana    | Santa Ana    |

## Tabla de posiciones
| Pos. | Equipo            | Pts. | PJ | G  | E | P  | GF | GC | Dif. | Clasificación |
| ---- | ----------------- | ---- | -- | -- | - | -- | -- | -- | ---- | ------------- |
| 1    | FAS               | 22   | 14 | 10 | 2 | 2  | 47 | 25 | +22  | Campeón       |
| 2    | Leones            | 20   | 14 | 9  | 2 | 3  | 26 | 14 | +12  |               |
| 3    | Atlético Marte    | 15   | 14 | 7  | 1 | 6  | 32 | 23 | +9   |               |
| 4    | Dragón            | 14   | 14 | 6  | 2 | 6  | 33 | 30 | +3   |               |
| 5    | Santa Anita       | 13   | 14 | 5  | 3 | 6  | 14 | 24 | −10  |               |
| 6    | Juventud Olímpica | 12   | 14 | 6  | 0 | 8  | 22 | 30 | −8   |               |
| 7    | Independiente     | 11   | 14 | 5  | 1 | 8  | 29 | 37 | −8   |               |
| 8    | Luis Ángel Firpo  | 5    | 14 | 2  | 1 | 11 | 23 | 43 | −20  |               |

 Fuente: RSSSF
|                         |
|                         |
| Campeón FAS 1.er título |